# Villalba de Duero
Villalba de Duero és un municipi de la província de Burgos a la comunitat autònoma de Castella i Lleó. Forma part de la comarca de Ribera del Duero.

## Economia
| Activitat   | Empresas | (%)  | Empleats | (%)  | Autònoms | (%)   |
| ----------- | -------- | ---- | -------- | ---- | -------- | ----- |
| Agricultura | 3        | 16,7 | 22       | 21,0 | 4        | 7,69  |
| Indústria   | 4        | 22,2 | 17       | 16,2 | 6        | 11,54 |
| Construcció | 7        | 38,9 | 25       | 23,8 | 12       | 23,07 |
| Serveis     | 4        | 22,2 | 41       | 39,0 | 30       | 57,69 |
| Total       | 18       |      | 105      |      | 52       |       |

## Eleccions municipals de 2007
| Partit                                     | Candidat                    | Vots | Regidors |
| ------------------------------------------ | --------------------------- | ---- | -------- |
| Partit Popular                             | Jesús Sanz de Pablo         | 191  | 3        |
| Agrupación Independiente Villalba de Duero | Luisa de Domingo Hortigüela | 97   | 2        |
| Tierra Comunera                            | Roberto Cuadillero del Cura | 88   | 1        |
| Solución Independiente                     | Luis Alberto Rasero         | 48   | 1        |

## Demografia
| 1842 |  | 1857 |  | 1860 |  | 1877 |  | 1887 |  | 1897 |  | 1900 |  | 1910 |  | 1920 |  | 1930 |  | 1940 |  | 1950 |  | 1960 |  | 1970 |  | 1981 |  | 1991 |  | 2001 |
| ---- |  | ---- |  | ---- |  | ---- |  | ---- |  | ---- |  | ---- |  | ---- |  | ---- |  | ---- |  | ---- |  | ---- |  | ---- |  | ---- |  | ---- |  | ---- |  | ---- |
| 386  |  | 673  |  | 654  |  | 560  |  | 634  |  | 628  |  | 554  |  | 487  |  | 472  |  | 544  |  | 599  |  | 562  |  | 645  |  | 606  |  | 497  |  | 409  |  | 620  |